# Oskar Kummetz

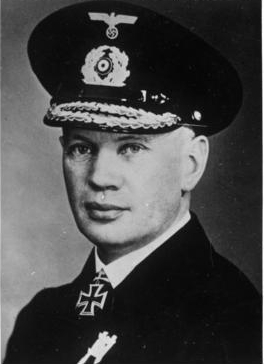
Kummetz 1940, NS-Propagandabild

Oskar Kummetz (* 21. Juli 1891 in Illowo; † 17. Dezember 1980 in Neustadt an der Weinstraße) war ein deutscher Generaladmiral der Kriegsmarine im Zweiten Weltkrieg.

## Kaiserliche Marine
Kummetz trat am 1. April 1910 in die Kaiserliche Marine ein. Das erste Dienstjahr verbrachte er als Seekadett auf dem Großen Kreuzer Victoria Louise (bis März 1911), dann als Fähnrich zur See und seit September 1913 als Leutnant zur See über den Beginn des Ersten Weltkriegs hinaus auf den Linienschiffen Helgoland und Posen (bis März 1916). Kurz nach der Beförderung im März 1916 zum Oberleutnant zur See wurde er im April zur Torpedobootswaffe versetzt, wo er von April 1916 bis März 1918 als Wachoffizier auf Torpedobooten diente. Am 20. März 1918 erhielt er sein erstes Kommando als Kommandant des Torpedoboots G 10, das er über das Kriegsende hinaus bis Februar 1919 innehatte. Für sein Wirken hatte man ihm beide Klassen des Eisernen Kreuzes verliehen.

## Reichsmarine
Nach Kriegsende wurde Kummetz in die Reichsmarine übernommen und im Februar 1919 zum Kommandanten des Minensuchboots M 84 ernannt. Von Oktober 1919 bis September 1922 diente er in verschiedenen Stabspositionen. Im Januar 1921 wurde er zum Kapitänleutnant befördert. Weitere Stationen waren Kommandant des Torpedoboots V 1 von September 1922 bis September 1924, danach Stabsdienst, dann Chef der III. Torpedoboots-Halbflottille von Oktober 1927 bis Oktober 1929 (mit Beförderung zum Korvettenkapitän im Dezember 1928), und wiederum Stabsdienst. Am 1. Juli 1934 wurde er Fregattenkapitän und bald darauf, im Oktober 1934, Führer der Torpedoboote.

## Kriegsmarine
Im April 1936 wurde Kummetz zum Kapitän zur See befördert. Ab Oktober 1937 folgte erneuter Stabsdienst. Er erhielt am 20. August 1938 das Komturkreuz des Ungarischen Verdienstordens und diente als Chef des Stabes des Flottenkommandos unter Admiral Boehm (Oktober 1938 bis Oktober 1939) sowie nach dem Beginn des Zweiten Weltkriegs als Inspekteur des Torpedowesens (Dezember 1939 bis Mai 1942). Am 1. Januar 1940 wurde Kummetz zum Konteradmiral befördert.

### Unternehmen Weserübung

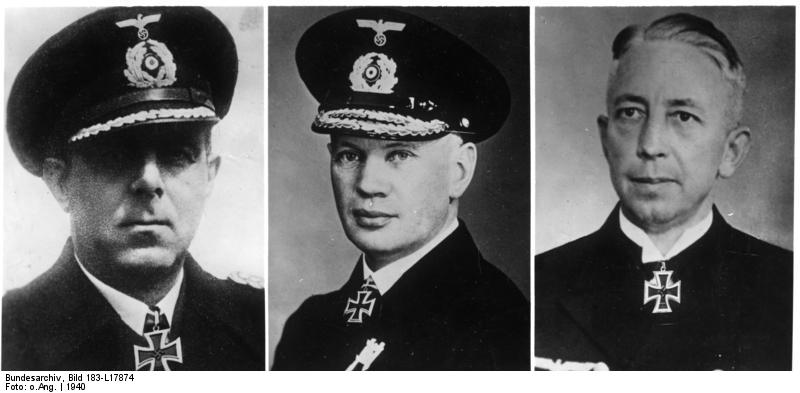
Für ihre Teilnahme an der Besetzung Norwegens ausgezeichnete Offiziere, von links: Kapitän zur See Hellmuth Heye, Konteradmiral Oskar Kummetz, Kapitän zur See August Thiele (1940)

Bei der Besetzung Norwegens (Unternehmen Weserübung) im April 1940 befehligte Kummetz die Kampfgruppe Oslo, bestehend aus den Schweren Kreuzern Blücher und Lützow, dem Leichten Kreuzer Emden, drei Torpedobooten, acht Räumbooten und zwei Truppentransportern. Dabei wurde die Blücher im Oslofjord von norwegischen Küstenbatterien versenkt. Über 800 Seeleute starben; einigen hundert (darunter Kummetz und der Kommandant der Blücher, Kapitän zur See Heinrich Woldag) gelang es, sich auf eine nahe Insel zu retten.
Die dadurch entstandene Verzögerung der Besetzung Oslos um einen Tag ermöglichte es der norwegischen Regierung, die Königsfamilie, die Regierung und den Staatsschatz außer Landes zu bringen, ehe sich die Invasoren ihrer bemächtigen konnten. Trotz der schwerwiegenden taktischen Fehlleistungen, in den engen Fjord mit langsamer Fahrt und statt mit den Torpedobooten zuerst mit dem vergleichsweise schwerfälligen Flaggschiff einzudringen, erhielt Kummetz am 18. Januar 1941 für die Besetzung von Oslo das Ritterkreuz des Eisernen Kreuzes.

### Nordmeer
Im Juni 1942 wurde Kummetz, seit April 1942 Vizeadmiral, „Befehlshaber der Kreuzer“ und von Februar 1943 bis Februar 1944 Befehlshaber verschiedener Kampfgruppen, die von Nordnorwegen aus Nordmeergeleitzüge im Nordmeer anzugreifen versuchten. Bei einem dieser Versuche kam es am 31. Dezember 1942 in der Barentssee zu einem Seegefecht zwischen der Kampfgruppe 2 (bestehend aus den Schweren Kreuzern Admiral Hipper und Lützow und sechs Zerstörern) unter Kummetz und britischen Seestreitkräften, die als Konvoisicherung im Nordmeer operierten. Dabei wurde zwar der britische Zerstörer Achates versenkt, aber der deutsche Zerstörer Friedrich Eckoldt ging mit seiner gesamten Besatzung verloren und die Admiral Hipper erhielt mehrere schwere Treffer von den britischen Kreuzern Sheffield und Jamaica. Kummetz brach den Angriff gegen Mitternacht ab, um kein weiteres Risiko einzugehen.
Kummetz wurde am 1. März 1943 zum Admiral befördert und führte bis Ende Februar 1944 eine neu gebildete Kampfgruppe der Kriegsmarine. Die einzig bemerkenswerte Operation dieses Verbandes war das Unternehmen Sizilien im September 1943 gegen den alliierten Stützpunkt auf Spitzbergen. Dabei kommandierte Kummetz die Schlachtschiffe Tirpitz und Scharnhorst, drei Zerstörerflottillen und eine Kampfgruppe des Grenadierregiments 345 in Bataillonsstärke, die auf Spitzbergen alliierte Landeinrichtungen zerstörten.

### Ostsee
Am 1. März 1944 übernahm Kummetz den Befehl über das Marineoberkommando der Ostsee in Kiel. Am 16. September 1944 wurde er zum Generaladmiral befördert. In seiner nunmehrigen Dienststellung war er in den letzten Kriegsmonaten vor allem für die Evakuierung deutscher Flüchtlinge aus Ostpreußen, Westpreußen und Pommern über die Ostsee verantwortlich.

## Nachkriegsjahre
Nach britischer Kriegsgefangenschaft von Juli 1945 bis November 1946 lebte Kummetz zunächst vom Anbau und Verkauf von Gemüse, bis er als Empfangschef des Spielkasinos von Bad Dürkheim eine neue Tätigkeit fand. 1956 trat er in den Ruhestand und zog mit seiner Frau nach Neustadt an der Weinstraße.